# Orthelimaea klinghardti
Orthelimaea klinghardti is een rechtvleugelig insect uit de familie sabelsprinkhanen (Tettigoniidae). De wetenschappelijke naam van deze soort is voor het eerst geldig gepubliceerd in 1903 door Krausze.